# Otagoa
Otagoa es un género de arañas araneomorfas de la familia Desidae. Se encuentra en  Nueva Zelanda.

## Lista de especies
Según The World Spider Catalog 12.0:
- Otagoa chathamensis Forster, 1970
- Otagoa nova Forster, 1970
- Otagoa wiltoni Forster, 1970